# Alfred Velpeau
Alfred-Armand-Louis-Marie Velpeau (Brèches, 18 de maio de 1795 - 24 de agosto de 1867) foi um anatomista e cirurgião francês.
Velpeau foi um cirurgião experiente e renomado por seus conhecimentos de anatomia cirúrgica. Ele publicou mais de 340 títulos sobre a cirurgia, embriologia, anatomia e obstetrícia. Em 1830 ele publicou um livro importante sobre obstetrícia, intitulado Traité elementaire de l’art des accouchements. Em 1827, Velpeau forneceu a primeira descrição clínica exata de uma leucemia. Velpeau também foi autor da Lei de Velpeau, que diz que um fato raro ocorre duas ou mais vezes em um curto espaço de tempo, geralmente dias ou semanas. Velpeau percebeu esse fenômeno através de seus pacientes, pois casos semelhantes da mesma doença (rara) se repetiam em curto intervalo de tempo.